# Przestępstwo ciągłe
Przestępstwo ciągłe – definicja wywołuje liczne dyskusje w doktrynie; występują koncepcje jednoczynowa oraz wieloczynowa w dwóch wariantach.

## Koncepcja jednoczynowa
Sprawca wielu zachowań wyczerpuje jednorazowo tymi zachowaniami znamiona jednego typu czynu zabronionego. Ciągłość jest znamieniem kwalifikującym typ czynu zabronionego. Poszczególne czyny składają się na tak przyjęte przestępstwo ciągłe mogą zawierać w sobie niedostateczny stopień bezprawia, by mogły zostać uznane za przestępstwo (mogą być również jedynie wykroczeniami). Natomiast ogół zachowań rozpatrywanych jako jeden czyn będzie stanowić przestępstwo.
Tę koncepcję wykorzystano przy konstrukcji czynu ciągłego.

## Koncepcje wieloczynowe

### Zbieg niewłaściwy
Ten wariant koncepcji wieloczynowej zakłada, że przestępstwo ciągłe jest to niewłaściwy (pomijalny) zbieg przestępstw, w którym każdy czyn rozpatrywany osobno wyczerpuje ustawowe znamiona czynu zabronionego.

### Zbieg właściwy
Ten wariant koncepcji wieloczynowej uznaje przestępstwo ciągłe za odmianę właściwego zbiegu przestępstw. Poszczególne czyny zabronione nie są sumowane. Ocenie z punktu widzenia znamion czynu zabronionego podlegają poszczególne czyny, a nie całość zachowania. Poszczególne czyny składające się na przestępstwo ciągłe powinny realizować ten sam typ czynu zabronionego.
Tę koncepcję wykorzystano przy konstrukcji ciągu przestępstw.